# Neosalurnis insula
Neosalurnis insula är en insektsart som beskrevs av Medler 1992. Neosalurnis insula ingår i släktet Neosalurnis och familjen Flatidae. Inga underarter finns listade i Catalogue of Life.